# Кучинёв, Борис Николаевич
Борис Николаевич Кучинёв (1934—2013) — российский певец (баритон), заслуженный артист РСФСР (1973), артист музыкального театра.

## Биография
Родился 24 октября 1934 в г. Камень-на-Оби Алтайского края.
Закончил 3 курса Московского музыкально-педагогического института имени Гнесиных.
В 1957 г. служил артистом хора в Ансамбле песни и пляски Советской Армии.
С 1957 по 1958 г. работал слесарем завода № 83.
В 1958 г. поступил в Новосибирский государственный театр оперы и балета в качестве артиста театра.
В 1963 г. — артист оперетты Красноярского музыкально-драматического театра.
В 1966 г. служит солистом оперетты в Томском музыкально-драматическом театре и Азербайджанском государственном театре музыкальной комедии.
С 1966 по 1977 гг. — солист Ивановского театра музыкальной комедии.
В июле 1973 г. за большие творческие успехи был награждён званием «Заслуженный артист РСФСР».
В 1977―1986 гг. ведущий солист Государственного музыкального театра Карельской АССР.
19 ноября 1985 г. присвоено звание народного артиста Карельской АССР.
Б. Н. Кучинёвым было сыграно более сотни ведущих ролей героического, характерного и комедийного жанра.
Наиболее значительными ролями являются
- Граф Данило («Весёлая вдова» Ф. Легара)
- Попандопуло («Свадьба в Малиновке» Б. Александрова)
- Аверин и Рахмет («Севастопольский вальс» К. Листова)
- Мишка Япончик («На рассвете» О. Сандлера)
- Микки («Вольный ветер» И. Дунаевского)
- Одиссей («Пенелова» А. Журбина)
- Айзенштейн («Летучая мышь» И. Штрауса, 1978)
- Сандор («Цыганская любовь» Ф. Легара, 1978)
- Стефан («Цыганский барон» И. Штрауса, 1978)
- Эдвин, Бони и Ферри («Сильва» И. Кальмана, 1979, 1981, 1982)
- Мориц («Марица» И. Кальмана, 1984),
- Командор («Тогда в Севилье» М. Самойлова, 1977)
- Баберлей («Донна Люция, или Здрасьте, я ваша тётя!» О. Фельцмана, 1979),
- Джордж Герствуд («Сестра Керри» Р. Паулса, 1982)
- Брэд Винтер («Американская комедия» М. Самойлова, 1983),
- Михаил Яровой («Товарищ Любовь» В. Ильина, 1984)
- Герцог («Ночь в Венеции» И. Штрауса)
- Форестье — «О, милый друг» В. Лебедева
- Ротмистр («Дамы и гусары» Л. Солина)
- Граф Резанов («Юнона» и «Авось» А. Рыбникова)
- Царь Ирод («Иисус Христос — суперзвезда» Э. Уэббера)

С 1986 г. в Алтайском краевом театре музыкальной комедии.
Умер 28 мая 2013 в Барнауле.